# Nonso Anozie
Nonso Anozie (Londen, 17 november 1978) is een Britse acteur die op het toneel, film en televisie heeft gewerkt. Hij is vooral bekend van zijn rollen als Tank in RocknRolla, Sergeant Dap in Ender's Game, Abraham Kenyatta in Zoo, Captain of the Guards in Assepoester, Xaro Xhoan Daxos in de  HBO-televisieserie Game of Thrones en Tommy Jepperd in de televisieserie Sweet Tooth.

## Vroege leven
Anozie werd geboren in Londen, Engeland, en is van Nigeriaanse Igbo afkomst. Hij studeerde af aan de Central School of Speech and Drama in 2002, en in de zomer van datzelfde jaar speelde hij de hoofdrol in King Lear van William Shakespeare, en won hij de Ian Charleson Award in 2004 voor zijn rol in Othello.

## Carrière
Anozie werd in 2006 ingehuurd om de stem in te spreken van de gepantserde beer Iorek Byrnison in de verfilming van Philip Pullman 's Northern Lights. Anozie werd vervangen door Ian McKellen twee maanden voordat de film zou worden uitgebracht. De regisseur van de film, Chris Weitz, vertelde Empire : "Het was een beslissing van de studio. . . Je kunt begrijpen waarom je Ian McKellen voor iets zou casten. Maar het loslaten van Nonso was voor mij een van de meest pijnlijke ervaringen in deze film. Ik moet over Nonso zeggen dat hij een van de meest veelbelovende en soulvolle jonge acteurs is die ik in Engeland ben tegengekomen en ik werk hier nu al een tijdje en hij is eigenlijk in de volgende Mike Leigh [film] . . . Maar het was, uh, dat was een beetje een donkere dag voor mij. Ik wil een beetje mijn best doen om aan te geven hoeveel ik van Nonso's werk houd. En dat is dat."
Anozie speelde kleine rollen als Think Tank in Guy Ritchie 's film RocknRolla en Frank Mace in Joe Wright 's Atonement . Hij speelde de hoofdrol in Cass, een Britse misdaaddramafilm uit 2008 waarin het leven van Cass Pennant wordt nagebootst. In 2009 verscheen hij in de ondersteunende cast van het driedelige Irak oorlog drama Occupation van BBC TV, waar hij een Amerikaanse marinier speelde die een particuliere militaire aannemer werd. In 2011 speelde hij Artus, een Zamoraanse piraat en goede vriend van Conan, in Conan the Barbarian . Dat jaar werd hij ook gecast om de rol van Xaro Xhoan Daxos te spelen in de HBO-serie Game of Thrones en werd hij gecast als Jackson Burke in The Grey. Hij speelt ook de rol van Samson in de televisieminiserie The Bible van History Channel . In 2013 verscheen Anozie in de film Ender's Game als Sergeant Dap, en van 2013 tot 2014 speelde hij de rol van Renfield in de NBC-serie Dracula.
In november 2014 werd Anozie gecast in het CBS-zomerdrama Zoo, gebaseerd op de roman van James Patterson en Michael Ledwidge. Zoo ging in première op 30 juni 2015.
Anozie's radiowerk omvat de rol van Joe in de BBC Radio 4 Classic Serial-productie uit 2011 van Edna Ferber's Show Boat.
In 2019 portretteerde Anozie de antagonist, Cargo, in de Amazon Prime Video film Guava Island, met Donald Glover en Rihanna in de hoofdrol.

## Filmografie

### Films
| Jaar | Titel                         | Rol                      | Opmerkingen: |
| ---- | ----------------------------- | ------------------------ | ------------ |
| 2007 | The Last Legion               | Batiatus                 |              |
| 2007 | Atonement                     | Frank Mace               |              |
| 2008 | Happy-Go-Lucky                | Ezra                     |              |
| 2008 | Cass                          | Cass Pennant             |              |
| 2008 | RocknRolla                    | Tank                     |              |
| 2010 | Nanny McPhee and the Big Bang | Sergeant Jeffreys        |              |
| 2010 | Brighton Rock                 | Dallow                   |              |
| 2010 | I Am Slave                    | Musa                     |              |
| 2011 | Conan the Barbarian           | Artus                    |              |
| 2011 | The Grey                      | Jackson Burke            |              |
| 2013 | Ender’s Game                  | Sergeant Dap             |              |
| 2014 | Jack Ryan: Shadow Recruit     | Embee Deng               |              |
| 2014 | Get Santa                     | Knuckles                 |              |
| 2015 | Cinderella                    | Kapitein van de bewakers |              |
| 2015 | Pan                           | Bisschop                 |              |
| 2018 | 7 Days in Entebbe             | Idi Amin                 |              |
| 2018 | All Is True                   | Acteur die Aaron speelt  |              |
| 2019 | Guava Island                  | Red Cargo                |              |
| 2019 | The Laundromat                | Charles                  |              |
| 2020 | Artemis Fowl                  | Domovoi Butler           |              |
| 2020 | Dragon Rider                  | Mighty Djinn             | Stem rol     |

### Televisie
| Jaar    | Titel                          | Rol               | Opmerkingen:                                       |
| ------- | ------------------------------ | ----------------- | -------------------------------------------------- |
| 2007    | Prime Suspect 7: The Final Act | Robert            | Aflevering: "Deel 1"                               |
| 2009    | Occupation                     | Erik Lester       | 3 afleveringen                                     |
| 2011    | Outcasts                       | Elijah            | 1 aflevering                                       |
| 2011    | Stolen                         | Thomas Ekoku      | tv-film                                            |
| 2012    | Game of Thrones                | Xaro Xhoan Daxos  | 5 afleveringen                                     |
| 2013    | The Bible                      | Samson            | Aflevering: "Homeland"                             |
| 2013    | Playhouse Presents             | Chris             | Aflevering: "The Pavement Psychologist"            |
| 2013-14 | Dracula                        | R.M. Renfield     | Hoofdrolspelers; 10 afleveringen                   |
| 2015–17 | Zoo                            | Abraham Kenyatta  | Hoofdrolspelers                                    |
| 2015    | Tut                            | Generaal Horemheb | Miniserie; 3 afleveringen                          |
| 2015    | Doctor Who                     | Hydroflax         | Aflevering: "The Husbands of River Song" (Stemrol) |
| 2016    | A Midsummer Night’s Dream      | Oberon            | tv-film                                            |
| 2021    | Sweet Tooth                    | Tommy Jepperd     | Hoofdrol                                           |
| 2021    | Ted Lasso                      | Ted Lasso         | Ola Obisanya (Stemrol)                             |
| 2023    | The Mandalorian                | Gorian Shard      | 2 afleveringen (Stemrol)                           |

### Computerspellen
| Jaar | Titel              | Rol                      |
| ---- | ------------------ | ------------------------ |
| 2007 | The Golden Compass | Iorek                    |
| 2011 | Brink              | Kapitein Clinton Mokoena |
| 2013 | Remember Me        |                          |
| 2015 | Dirty Bomb         | Neushoorn, Sawbonez      |